# 乌斯季库边斯科耶区
乌斯季库边斯科耶区（俄语：Усть-Кубинский район）是俄罗斯联邦沃洛格达州下辖的一个区，其行政中心为乌斯季耶。据2016年统计，该区的人口为7875人。